# Serventesio
Serventesio (šp. serventesio) je jedna varijanta katrena. To je strofa u španskoj poeziji od četiri stiha. Najčešće su to jedanaesterci konsonantske rime. Jedina razlika u odnosu na katren je u rasporedu rime. Ovde je rima ukrštena (ABAB).
Njegovo ime potiče iz provansalskog jezika. 
I kvartet i serventesio počeli su da se koriste sredinom XVI veka u pesmama Boskana i Garsilasa). Najčešće se koriste u kombinaciji sa drugim strofama (u sonetu). 

{{citat|
-{(A) Valerosos, enérgicos, tranquilos,
(B) caminan sin dudar hacia el futuro
(A) que tramándose está con estos hilos
(B) de un presente en fervor de claroscuro}-.|Horhe Giljen}}
Španski romantičar Gustavo Adolfo Beker je umesto konsonantske koristio asonantsku rimu i ovaj serventesio se zove  šp. serventesio asonantado.